# Couvent des Bénédictines (Lassay-les-Châteaux)
Le couvent Notre-Dame-de-Grâce des Bénédictines de Lassay-les-Châteaux est un ancien monastère de Bénédictines situé à Lassay-les-Châteaux, fondé au XVIIe siècle. Il a fait l'objet d'une inscription au titre des Monuments historiques depuis le 20 juin 1988.

## Histoire
Ce couvent est fondé par Jeanne de La Crossonnière en 1631. Pour commencer cet établissement, elle donne le lieu Le Montaigu. 
D'abord prieuré, le couvent devient indépendant en 1738. Il s'agit d'un établissement d'éducation pour jeunes filles. Il abrite aussi de « grandes pensionnaires » enfermées par lettres de cachet.
Après dix-sept années de direction comme supérieure du couvent, Henriette du Hardaz est remplacée pendant trois ans par Anne Coupel de Saint-Laurent, en 1758. Le fait le plus saillant, sous la direction de cette supérieure, est la retraite prêchée le 14 septembre 1759. L'en-tète de ce règlement laisse à penser qu'un certain relâchement s'était manifesté dans le couvent et que, par suite, des réformes étaient nécessaires.
En 1792, les religieuses sont expulsées et le couvent devient le siège de l'administration du district, de la gendarmerie, d'un hôpital et d'une école. La municipalité l'achète en 1807.